# Itai Benjamini
Itai Benjamini (Israel) é um matemático israelense, professor da cátedra Renee and Jay Weiss do Departamento de Matemática do Instituto Weizmann de Ciência.
Benjamini completou seu Ph.D. em 1992 na Universidade Hebraica de Jerusalém, orientado por Benjamin Weiss, com uma tese sobre passeio aleatório.
Com Olle Häggström editou os trabalhos selecionados de Oded Schramm.[S]
Recebeu o Prêmio Rollo Davidson de 2004.
Foi palestrante convidado do Congresso Internacional de Matemáticos em Hyderabad (2010: Random planar metrics).

## Publicações selecionadas
| BC. | Benjamini, Itai; Cao, Jianguo (1996), «A new isoperimetric comparison theorem for surfaces of variable curvature», Duke Mathematical Journal, 85 (2): 359–396, MR 1417620, doi:10.1215/S0012-7094-96-08515-4. |

| BS. | Benjamini, Itai; Schramm, Oded (2001), «Recurrence of distributional limits of finite planar graphs», Electronic Journal of Probability, 6, MR 1873300. |

| AB. | Austin, Tim; Benjamini, Itai (2006), For what number of cars must self organization occur in the Biham–Middleton–Levine traffic model from any possible starting configuration?, arXiv:math/0607759. |

| B. | Benjamini, Itai (2010), «Random planar metrics», Proceedings of the International Congress of Mathematicians, IV, Hindustan Book Agency, New Delhi, pp. 2177–2187, MR 2827966. |

| S. | Schramm, Oded (2011), Benjamini, Itai; Häggström, Olle, eds., Selected works of Oded Schramm, ISBN 978-1-4419-9674-9, Selected Works in Probability and Statistics, New York: Springer, MR 2885266, doi:10.1007/978-1-4419-9675-6. |